# Yoshiya Nishizawa
Yoshiya Nishizawa (japanisch 西澤 代志也 Nishizawa Yoshiya; * 13. Juni 1987 in der Präfektur Saitama) ist ein japanischer Fußballspieler.

## Karriere
Nishizawa erlernte das Fußballspielen in der Jugendmannschaft von Urawa Reds. Seinen ersten Vertrag unterschrieb er 2006 bei Urawa Reds. Der Verein spielte in der höchsten Liga des Landes, der J1 League. Für den Verein absolvierte er sieben Erstligaspiele. Im Juli 2010 wechselte er zum Zweitligisten Thespa Kusatsu. Für den Verein absolvierte er 17 Ligaspiele. 2011 wechselte er zum Ligakonkurrenten Tochigi SC. Am Ende der Saison 2015 stieg der Verein in die J2 League ab. 2017 wurde er mit dem Verein Vizemeister der J2 League und stieg in die J1 League auf. Für den Verein absolvierte er 125 Ligaspiele.

## Erfolge
Urawa Reds
- AFC Champions League

Sieger: 2007
- J1 League

Meister: 2006
Vizemeister: 2007
- Kaiserpokal

Sieger: 2006